# Nerea Moreno
Nerea Moreno Díaz (Madrid, 1 de julio de 2002) es una gimnasta rítmica española, componente de la selección nacional de gimnasia rítmica de España en modalidad de conjuntos. A nivel de club fue campeona de España alevín base (2012) y bicampeona de España júnior (2016 y 2017) con el conjunto del Club Rítmica Pozuelo, así como campeona de España en 1.ª categoría con el conjunto del Club Mabel (2018). Además, fue subcampeona de España sénior individual (2019), entre otras preseas logradas en distintos Campeonatos de España y resto de competiciones oficiales de la RFEG.

## Biografía deportiva

### Inicios
Empezó a practicar gimnasia rítmica en 2010 con 8 años de edad en el Club Los Cantos Alcorcón de la ciudad madrileña. Previamente había practicado patinaje sobre hielo y tenis, además de haber sido seleccionada para formar parte de la Escuela de Ballet de Antonio Canales en Alcorcón y de la Escuela de Víctor Ullate. Tras decantarse por la gimnasia rítmica, a los 9 años fue cedida al Club Rítmica Pozuelo para formar parte de su conjunto.

### Etapa en el Club Rítmica Pozuelo (2011 - 2018)
Una vez finalizada la temporada de conjunto continuó sus entrenamientos en el club pozuelero, con el que consiguió diversas medallas a nivel nacional bajo las órdenes de Silvia Carredano y Cristina Fernández. En 2011 compitió por primera vez en el Campeonato Nacional Base de Conjuntos en Santander, disputado del 25 al 28 de noviembre, en la categoría benjamín. Ya en 2012 se proclamó por primera vez campeona de España en el Campeonato Nacional Base de Conjuntos en Zaragoza. Nerea formaba parte del conjunto alevín del Club Rítmica Pozuelo que se alzó con el triunfo con un ejercicio de cuerdas y pelotas. La plata fue para el Club Donosti (País Vasco) y el bronce para el Club Valladolid GR (Castilla y León). Para 2013, formando nuevamente parte del conjunto alevín base, se alzó con la medalla de plata en el III Trofeo Maite Nadal disputado en Guadalajara el 13 de octubre, así como también en el II Trofeo del Club Cerro en Colmenar Viejo el 2 de noviembre. En el Campeonato Nacional Base de Conjuntos, disputado también en Guadalajara del 21 al 24 de noviembre, finalizaron en 14.ª posición de la clasificación alevín. En 2014 compitió por primera vez con mazas en categoría infantil en el Campeonato Nacional Base Individual de Guadalajara. En el Campeonato Nacional Base de Conjuntos en Castellón, que tuvo lugar del 20 al 23 de noviembre, compitió junto a sus compañeras con un ejercicio de cintas y pelotas con la música del film Maléfica. El 22 de diciembre fue convocada a una jornada de tecnificación de la selección nacional en el CAR de Madrid.
Para 2015, Nerea dejó el nivel base y debutó en el nivel absoluto, formando ya parte de la categoría júnior. Tras colgarse el oro en el campeonato clasificatorio de la Comunidad de Madrid, obtuvo su clasificación para participar en el Campeonato de España Individual en Pontevedra, que se celebró del 2 al 5 de julio. En su primer campeonato nacional absoluto consiguió la 9.ª posición en el concurso general con un total de 29,700 puntos tras sumar 8,600 en cuerda, 10,633 en pelota y 10,467 en mazas. Logró clasificarse para dos finales por aparatos de las ocho mejores, donde concluyó en 8.ª y 4.ª posición en pelota y mazas respectivamente. Ese año en el Campeonato de España de Conjuntos, que se celebró en el Polideportivo Pisuerga de Valladolid, junto a sus compañeras del conjunto finalizó en 21.ª posición de la general con un total de 19,500 puntos (10,550 en el primer pase y 8,950 en el segundo). Los días 15 y 16 de julio había sido convocada a una concentración de la selección nacional en el CAR de Madrid, y del 26 al 30 de diciembre fue nuevamente convocada a otra concentración de la selección en el CAR de León.
En 2016, Moreno fue seleccionada por la Federación Madrileña para participar en el Campeonato de España en Edad Escolar (en Alcorcón, del 9 al 10 de mayo) con los aparatos de cuerda (14.ª posición con 9,500 puntos), mazas (10.ª posición con 11,000 puntos) y pelota (9.ª posición con 10,800 puntos). Además, participó nuevamente en el Campeonato de España Individual, disputado en Guadalajara del 8 al 12 de junio, donde concluyó en 11.ª posición en la general y pasó a las finales de cuerda y de mazas. En la temporada de conjuntos 2016 se proclamó junto a su equipo subcampeona en la Copa de España de Conjuntos (Valladolid, del 8 al 13 de noviembre). En el Campeonato de España de Conjuntos, disputado en Murcia del 1 al 4 de diciembre, se proclamó por primera vez campeona de España en categoría júnior con 26,400 puntos (12,850 en el primer pase y 13,550 en el segundo pase). En la final por aparatos se colgaron la medalla de bronce con 12,400 puntos, siendo el oro para el Club La Nucia (Comunidad Valenciana) y la plata para el Club GymPal (Castilla y León). Ese año fue llamada a cuatro concentraciones de la selección nacional: la primera del 24 al 27 de marzo de 2016 en el CAR de León, del 27 al 28 de julio en el CAR de Madrid, del 28 de octubre al 1 de noviembre en el CAR de León, y la última del 26 al 29 de diciembre nuevamente en el CAR de León.

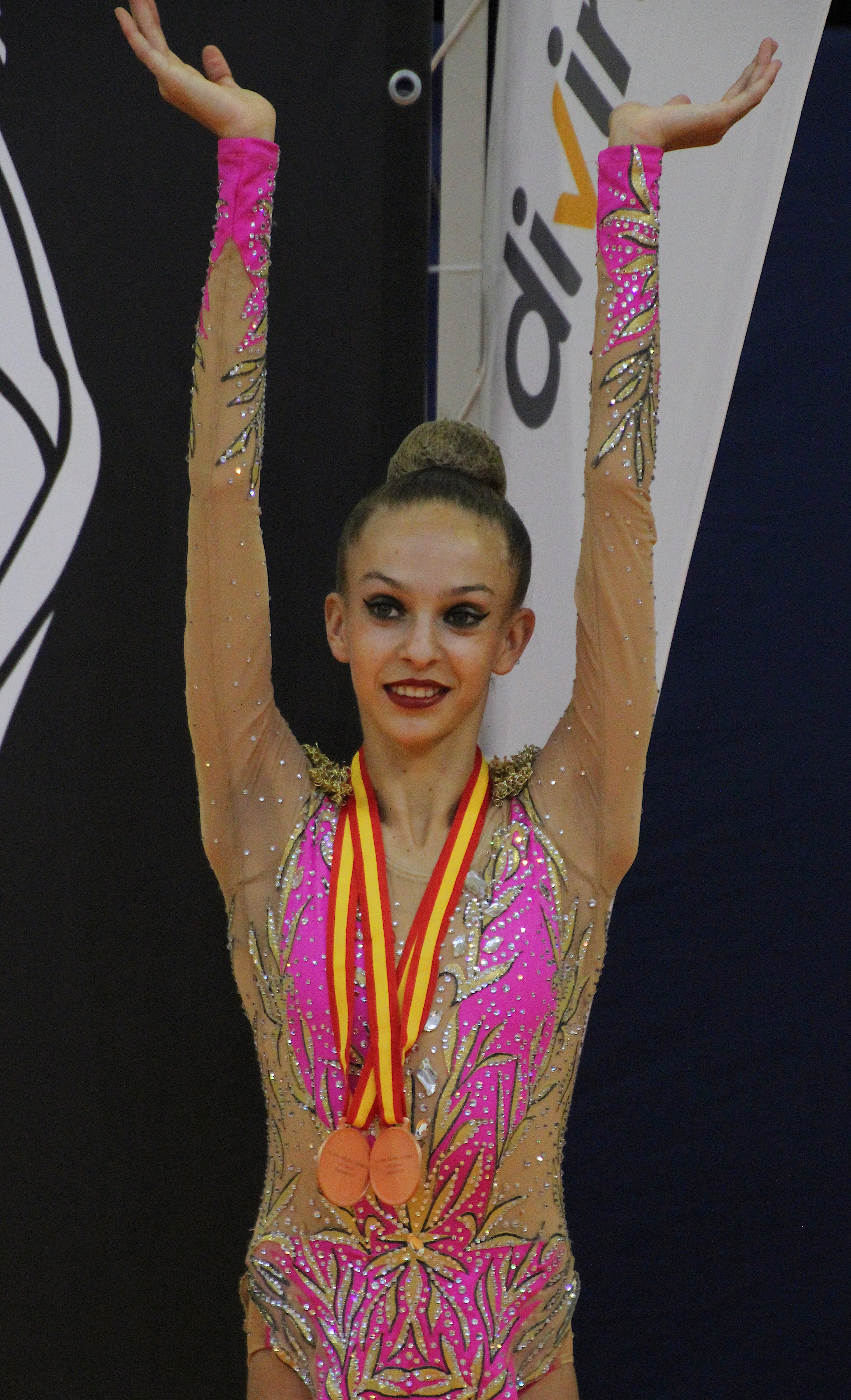
Moreno en el podio del Campeonato de España Individual en Guadalajara (2018).

Para 2017, tras superar una lesión en la temporada individual, Nerea finalmente compitió en el Campeonato de España por Equipos (Logroño, del 28 de junio al 2 de julio) en categoría júnior con los aparatos de pelota y mazas, logrando la clasificación para ambas finales. En la final de pelota, Nerea se colgó la medalla de bronce con un total de 10,733 puntos, mientras que en mazas finalizó en 5.ª posición con 11,167 puntos. En la Copa de España de Conjuntos, celebrada en Alicante del 21 al 26 de noviembre, se colgó el bronce en categoría júnior junto a sus compañeras del conjunto. En el Campeonato de España de Conjuntos (Valladolid, del 30 de noviembre al 3 de diciembre), revalidó junto a su equipo el título de campeonas de España júnior conseguido el año anterior, con una suma de 28,150 puntos (13,700 en el primer pase y 14,450 en el segundo). En la final por aparatos finalizaron en 8.ª posición con 8,700 puntos.
En 2018, ya como sénior, participó en el XXII Torneo Internacional Rumi and Albena, celebrado el 24 de marzo en Varna (Bulgaria), donde fue 14.ª en la general y 7.ª en mazas. Posteriormente fue seleccionada para representar a la Comunidad de Madrid en la Copa de la Reina (Guadalajara, del 18 al 22 de abril) con el aparato de pelota, donde concluyó en 13.ª posición con 7,900 puntos. Del 16 al 17 de junio participó en el XIII Torneo Internacional de Santa Marinella (Roma, Italia), donde consiguió la medalla de oro en mazas y en cinta. Tras proclamarse campeona de la Comunidad de Madrid en categoría sénior, participó en el Campeonato de España Individual, celebrado en Guadalajara del 20 al 24 de junio, Nerea concluyó en 7.ª posición de la general sénior con 32,650 puntos (10,150 en aro, 11,000 en mazas y 11,500 en cinta), clasificándose para la final de mazas y cinta. En las finales por aparatos, Nerea subió al tercer escalón del podio consiguiendo el bronce en ambas finales (en mazas con 11,417 puntos y en cinta con 9,867 puntos). Una vez finalizada la temporada, Nerea se mudó a Benicarló para formar parte del Club Mabel.

### Etapa en el Club Mabel (2018 - 2020)
En julio de 2018, Nerea inició sus entrenamientos entre las cuatro paredes del prestigioso Club Mabel de Benicarló, siendo Manola Belda y Blanca López Belda sus entrenadoras. Junto a Alba Bautista, Lucía Daza, Raquel Gil y Marian Navarro, formó parte del conjunto de primera categoría del club. El 6 de octubre en Liria (Valencia) se celebró un control a puerta cerrada para decidir los equipos de la Comunidad Valenciana que participarían en la Copa de España de Conjuntos, siendo el Club Mabel uno de los elegidos. El 14 de octubre realizó su primera competición con el club, el Torneo del Pilar organizado por el Club Zaragozano, donde consiguieron la primera posición tras sumar 10,550 en el primer pase y 19,950 en el segundo. El 4 de noviembre se celebró la fase provincial en Almusafes, donde el Club Mabel obtuvo la primera posición tras sumar 16,000 puntos en el primer pase y 18,500 en el segundo. Del 8 al 11 de noviembre tuvo lugar en Murcia la Copa de España de Conjuntos, donde el Mabel se colgó la medalla de bronce con 17,900 puntos, empatado por nota pero superado en ejecución por el Club Riba-roja (2.ª posición con 17,900 puntos) y siendo el oro para el Club Batistana de Tenerife (17,950 puntos). Por autonomías, la Comunidad Valenciana se alzó nuevamente con el triunfo. El 17 de noviembre tuvo lugar en Liria el Campeonato Autonómico clasificatorio para el Campeonato de España de Conjuntos, donde se proclamaron subcampeonas tras sumar 18,500 en el primer pase y 16,700 en el segundo. Del 14 al 16 de diciembre se celebró la cita nacional más importante del año en la modalidad de conjuntos, el Campeonato de España de Conjuntos celebrado en el Navarra Arena de Pamplona. El Club Mabel se alzó con el triunfo en la máxima categoría proclamándose campeonas de España en primera categoría con 39,850 puntos, tras obtener una puntuación de 19,950 en el primer pase y 19,900 en el segundo pase. En la final por aparatos causaron baja ya que una de las componentes del equipo enfermó y no pudieron competir.
Como parte de la temporada individual, durante los días 16 y 17 de marzo de 2019 se celebró en el Pabellón Siglo XXI de Zaragoza la 1.ª Fase de la Liga de Clubes Iberdrola de gimnasia rítmica. El equipo del Club Mabel estuvo formado por África Moreno (cuerda), María Añó (aro, pelota, mazas y cinta), y Nerea Moreno (manos libres). Nerea obtuvo una nota de 11,550 puntos (4.ª clasificada), que contribuyó a que el Mabel finalizase la competición logrando la plata por equipos en 1.ª División, solo superado por el Club Ritmo. El 20 de abril participó en el Torneo Internacional de Orense organizado por el Club Marusia, colgándose la medalla de oro en aro, la plata en pelota y el bronce en cinta. En la clasificación general se proclamó subcampeona sénior. Posteriormente, Nerea se proclamó subcampeona en pelota y cinta en el I Open Internacional Ciudad de Vitoria. También se colgó el oro en el Campeonato Provincial de Castellón celebrado en Almusafes el 4 de mayo, así como en el Campeonato Autonómico de la Comunidad Valenciana celebrado el 18 de mayo en Benidorm, logrando así el pase al Campeonato de España. El 22 de junio, en el Campeonato de España Individual en Palma de Mallorca, se proclamó subcampeona de España en categoría sénior, además de obtener la plata en la final de pelota al día siguiente.
En octubre de 2019 el Club Mabel dio inicio a la temporada de competiciones de conjuntos. El conjunto de primera categoría del Club se formó con las gimnastas Raquel Gil, Silvia Esperanza, Marian Navarro, Carla Littardi, Kira Dalua, Nora Gómez-Manzanilla y Nerea Moreno, que fue designada capitana del equipo. Esa temporada compitieron con cinco pelotas. Su primera aparición fue el 12 de octubre en el torneo nacional organizado por el Club Pare Manyenet en Tarragona, donde realizaron exhibición. La primera competición fue el Torneo del Pilar organizado por el Club Zaragozano en Zaragoza, donde consiguieron la segunda posición. Días después se celebró el Campeonato Provincial en Almusafes, donde obtuvieron la primera posición tras sumar 19,400 puntos en el primer pase y 23,300 en el segundo pase, siendo la nota más alta de la competición. Una semana después se celebró en Liria el Campeonato Autonómico de la Comunidad Valenciana, clasificatorio para el Campeonato de España. Nuevamente el Club Mabel se alzó con la medalla de oro en primera categoría tras obtener una puntuación de 23,500 en el primer pase y 23,200 en el segundo. Al día siguiente, fueron invitadas a realizar una exhibición en el Torneo del Club Alcora, donde realizaron dos pases del ejercicio.
El 2 de noviembre se celebró el ya tradicional Torneo Nacional Maite Nadal en Guadalajara. Nerea, junto a sus compañeras de conjunto, se proclamaron campeonas en este torneo. La plata fue para el Club Vallecas (Madrid) y el bronce para el Club Cronos de Murcia. Del 6 al 10 de noviembre se celebró en Pamplona la Copa de España de Conjuntos, donde el equipo del Club Mabel se colgó la medalla de bronce. El oro fue para el Club Cronos de Murcia, y la plata para el Club Batistana de Tenerife. En la suma por autonomías, la Comunidad Valenciana se alzó con la medalla de plata, seguida por la Región de Murcia, que fue bronce. Navarra obtuvo la medalla de oro. En la suma de las tres fases de la Copa de España de conjuntos celebrada durante 2019, la Comunidad Valenciana se hizo con el título, siendo seguida por la Región de Murcia y Castilla-La Mancha. Del 29 de noviembre al 1 de diciembre, Zaragoza acogió el Campeonato de España de Conjuntos. En la clasificación general, el Club Mabel se alzó con la medalla de plata, siendo el oro para el Club Cronos de Murcia y el bronce para el Club Batistana de Tenerife. En la final por aparatos logró nuevamente la plata, colgándose la medalla de oro el Club Batistana de Tenerife, y el bronce el Club l'Almara de Burjasot (Comunidad Valenciana).

### Etapa en la selección nacional (2020 - presente)
El 11 de agosto de 2020, un día después de que la Real Federación Española de Gimnasia anunciase el nombramiento de la nueva seleccionadora nacional de conjuntos, Alejandra Quereda, se convocó una jornada de entrenamiento para los días 12 y 13 de agosto en el Centro Nacional Colonial Sport de Valencia con un total de 19 gimnastas sénior convocadas, entre las que se encontraba Nerea Moreno. El objetivo de la jornada era seleccionar a las gimnastas que formarían parte del equipo nacional de conjuntos. El 17 de agosto se anunció que Moreno pasaba a formar parte del conjunto sénior del equipo nacional. El 18 de octubre de 2021 fue operada con éxito de una lesión en el hombro izquierdo por el equipo del Doctor Leyes en la Clínica Cemtro de Madrid.

## Música de los ejercicios
| Año                               | Aparatos              | Música |
| --------------------------------- | --------------------- | --- |
| 2012 (Conjunto alevín base)       | 3 pelotas y 2 cuerdas | «Stella Errans» del espectáculo Dralion del Cirque du Soleil, compuesto por Violaine Corradi.                     |
| 2014 (Individual infantil)        | Pelota                | «Theme from Schindler's List», de la banda sonora de La lista de Schindler, compuesta por John Williams.          |
| 2014 (Individual infantil)        | Cuerda                | «The Lioness Hunt», compuesta por Lebo M. para la banda sonora del musical El rey león.                           |
| 2014 (Conjunto infantil base)     | 3 pelotas y 2 cintas  | Banda sonora de Maléfica, compuesta por James Newton Howard.                                                      |
| 2015 (Conjunto infantil)          | 5 aros                | «Village Attacked», perteneciente a la banda sonora de Diamante de sangre, compuesta por James Newton Howard.     |
| 2016 (Individual júnior)          | Mazas                 | Danza húngara n.º 13 en re mayor de Johannes Brahms.                                                              |
| 2016 (Conjunto júnior)            | 3 pelotas y 2 cintas  | «Je suis malade» de Lara Fabian.                                                                                  |
| 2017 (Conjunto júnior)            | 2 aros y 6 mazas      | «The Curse» de Isihia.                                                                                            |
| 2018 (Individual júnior)          | Mazas                 | «Act II, Scene 3: Pursuit The Key Held by Little Cherry», perteneciente al ballet Cipollino de Karen Jachaturian. |
| 2018 (Conjunto primera categoría) | 2 aros y 3 pelotas    | Overture, perteneciente a la ópera La forza del destino de Giuseppe Verdi.                                        |
| 2019 (Individual Liga Iberdrola)  | Manos libres          | Aria Nessun dorma de la ópera Turandot de Giacomo Puccini.                                                        |
| 2019 (Conjunto primera categoría) | 5 pelotas             | «The House of the Rising Sun» de The Animals en la versión de Heavy Young Heathens.                               |

## Medallero
2011 
- Medalla de bronce en los JJDDMM de Alcorcón
- Medalla de plata en el II Torneo Gimnastas con Stylo en Alovera

 2012 
- Medalla de oro en categoría benjamín en el Campeonato de Promoción 2.ª Fase
- Medalla de oro en categoría alevín base en el Campeonato Nacional Base de Conjuntos en Zaragoza

 2013 
- Medalla de plata en el Torneo Humanes de Madrid
- Medalla de bronce en el IX Campeonato de España de Gimnasia Estética de Grupo en Brunete
- Medalla de plata en categoría alevín base de conjuntos en el II Torneo Nacional del Club Cerro
- Medalla de bronce en el Torneo del CG Alcobendas Chamartín
- Medalla de plata en categoría alevín base de conjuntos en el III Trofeo Maite Nadal en Guadalajara

 2014 
- Medalla de oro en categoría infantil en el Torneo de Primavera en Pozuelo de Alarcón
- Medalla de oro en categoría infantil en el Campeonato Autonómico AMGEG en Pozuelo de Alarcón
- Medalla de plata en categoría infantil base de conjuntos en el IV Trofeo Maite Nadal en Guadalajara
- Medalla de bronce en categoría infantil base en la Fase de Área en El Álamo

 2015 
- Medalla de plata individual por aparatos en el Torneo del C.D. Vicente Aleixandre Alcorcón
- Medalla de bronce individual por aparatos en el Torneo del C.D. Vicente Aleixandre Alcorcón
- Medalla de oro en categoría infantil en cuerda en el XXII Memorial Juan Luis Chaparro en Alcalá de Henares
- Medalla de plata individual en el Trofeo de la Federación Madrileña de Gimnasia en Arganda
- Medalla de oro en mazas en el Torneo del CGRD San Fernando de Henares
- Medalla de oro en pelota en el Torneo del CGRD San Fernando de Henares
- Medalla de oro individual en el Campeonato de la Comunidad de Madrid clasificatorio para el Campeonato de España
- Medalla de plata de conjuntos en el Torneo del Club Gimnástico Alcobendas Chamartín
- Medalla de oro en categoría infantil de conjuntos en el V Trofeo Maite Nadal en Guadalajara
- Medalla de oro en categoría infantil de conjuntos en el IX Trofeo Nacional de Barajas

 2016 
- Tres medallas de oro en categoría júnior individual en el Torneo Nacional Club Cerro en Colmenarejo
- Medalla de oro en categoría júnior en cuerda en el Torneo IV Estaciones de la Federación Madrileña de Gimnasia en Arganda
- Medalla de plata en categoría júnior en mazas en el Torneo IV Estaciones de la Federación Madrileña de Gimnasia en Arganda
- Medalla de bronce en categoría júnior individual en el Campeonato de la Comunidad de Madrid en Arganda
- Medalla de bronce en categoría júnior de conjuntos VI Trofeo Maite Nadal en Guadalajara
- Medalla de oro en categoría júnior de conjuntos en el VIII Trofeo Nacional de Conjuntos en Utebo
- Medalla de plata en categoría júnior en la Copa de España de Conjuntos en Valladolid
- Medalla de oro en categoría júnior en el Campeonato de España de Conjuntos en Murcia
- Medalla de bronce en categoría júnior por aparatos en el Campeonato de España de Conjuntos en Murcia

 2017 
- Medalla de oro individual en el X Torneo Primavera Liceo Sorolla en Madrid
- Medalla de plata en mazas en el Torneo IV Estaciones de la Federación Madrileña de Gimnasia en Arganda
- Medalla de oro en categoría júnior por equipos en el Campeonato de la Comunidad de Madrid en Arganda
- Medalla de bronce en categoría júnior en pelota en el Campeonato de España por Equipos en Logroño
- Medalla de oro en categoría júnior de conjuntos en el VII Trofeo Maite Nadal en Guadalajara
- Medalla de oro en categoría júnior de conjuntos en el IV Torneo Ciudad de Valladolid
- Medalla de bronce en categoría júnior de conjuntos en el Campeonato de la Comunidad de Madrid en Torrejón de Ardoz
- Medalla de bronce en categoría júnior de conjuntos en la Copa de España en Alicante
- Medalla de oro en concurso general de la categoría júnior en el Campeonato de España de Conjuntos en Valladolid

 2018 
- Medalla de bronce en cinta en el Trofeo IV Estaciones de la Federación Madrileña de Gimnasia en Arganda
- Medalla de oro en mazas en el XIII International Rhythmic Gymnastics Tournament en Santa Marinella (Roma, Italia)
- Medalla de oro en cinta en el XIII International Rhythmic Gymnastics Tournament en Santa Marinella (Roma, Italia)
- Medalla de plata en aro en el Trofeo IV Estaciones de la Federación Madrileña de Gimnasia en Arganda
- Medalla de oro en categoría sénior individual en el Campeonato de la Comunidad de Madrid en Arganda
- Medalla de bronce en categoría sénior en mazas en el Campeonato de España Individual en Guadalajara
- Medalla de bronce en categoría sénior en cinta en el Campeonato de España Individual en Guadalajara
- Medalla de oro en 1ª categoría de conjuntos en el Torneo Virgen del Pilar en Zaragoza
- Medalla de oro en 1ª categoría de conjuntos en el Campeonato Provincial de Castellón en Almusafes
- Medalla de bronce en 1ª categoría de conjuntos en la Copa de España de Conjuntos en Murcia
- Medalla de plata en 1ª categoría de conjuntos en el Campeonato Autonómico de la Comunidad Valenciana en Liria
- Medalla de oro en 1ª categoría de conjuntos en el Campeonato de España de Conjuntos en Pamplona

2019
- Medalla de plata en 1ª División por equipos en la 1.ª Fase de la Liga de Clubes Iberdrola en Zaragoza
- Medalla de plata en concurso general de la categoría sénior en el Torneo Internacional de Orense
- Medalla de oro en categoría sénior en aro en el Torneo Internacional de Orense
- Medalla de bronce en categoría sénior en cinta en el Torneo Internacional de Orense
- Medalla de plata en categoría sénior en pelota en el Torneo Internacional de Orense
- Medalla de plata en categoría sénior en cinta en el I Open Internacional Gimnasia Vitoria
- Medalla de plata en categoría sénior en pelota en el I Open Internacional Gimnasia Vitoria
- Medalla de oro en concurso general de la categoría sénior absoluta en el Campeonato Provincial de Castellón en Almusafes
- Medalla de oro en concurso general de la categoría sénior absoluta en el Campeonato Autonómico de la Comunidad Valenciana en Benidorm
- Medalla de oro en categoría sénior en pelota en el Campeonato Autonómico de la Comunidad Valenciana en Benidorm
- Medalla de oro en categoría sénior en cinta en el Campeonato Autonómico de la Comunidad Valenciana en Benidorm
- Medalla de plata en 1.ª División por equipos en la 2.ª Fase de la Liga de Clubes Iberdrola en Burjasot
- Medalla de bronce en categoría sénior en cinta en el Torneo de Coslada
- Medalla de plata en concurso general de la categoría sénior en el Campeonato de España Individual en Palma de Mallorca
- Medalla de oro en categoría sénior por autonomías en el Campeonato de España Individual en Palma de Mallorca
- Medalla de plata en la final de pelota de la categoría sénior del Campeonato de España Individual en Palma de Mallorca
- Medalla de plata en 1.ª categoría de conjuntos en el Torneo Virgen del Pilar celebrado en Zaragoza
- Medalla de oro en 1ª categoría de conjuntos en el Campeonato Provincial celebrado en Almusafes
- Medalla de oro en 1ª categoría de conjuntos en el Campeonato Autonómico celebrado en Liria
- Medalla de oro en 1.ª categoría de conjuntos en el Torneo Maite Nadal de Guadalajara
- Medalla de bronce en 1.ª categoría de conjuntos en la 3.ª fase de la Copa de España en Pamplona
- Medalla de plata por autonomías en la 3.ª fase de la Copa de España de Conjuntos en Pamplona
- Medalla de oro por autonomías en la suma de las tres fases de la Copa de España de Conjuntos
- Medalla de plata en la clasificación general de 1.ª categoría en el Campeonato de España de Conjuntos en Zaragoza
- Medalla de plata en la final por aparatos de 1.ª categoría en el Campeonato de España de Conjuntos en Zaragoza

## Premios, reconocimientos y distinciones
- Nominada al Trofeo Promesa del Deporte en los I Premios al Deporte 2014 de Pozuelo de Alarcón (2015)[18]

## Filmografía

### Programas de televisión
| Programas de televisión | Programas de televisión | Programas de televisión | Programas de televisión |
| Año                     | Título                  | Cadena                  | Notas                   |
| ----------------------- | ----------------------- | ----------------------- | ----------------------- |
| 2016                    | Got Talent España       | Telecinco               | Concursante             |

### Publicidad
- Imagen de la empresa de organización de eventos MyRhythmic (2019).[20]